# Сергеев, Артём Михайлович
Артём Михайлович Сергеев (20 апреля 1993, Москва, Россия) — российский хоккеист, защитник. Мастер спорта России (2021).

## Биография
Заниматься хоккеем начал в ДЮСШ № 8 «Серебряные акулы» (Москва), затем — в СДЮШОР им. Чернышева «Динамо». Сезон 2009/2010 провёл в команде «Чикаго Янг Американс» Североамериканской лиги «T1EHL U16». Летом 2010 г. был выбран на импорт-драфте CHL командой «Валь-д’Ор Форёрз» из QMJHL и этим же летом был выбран ЦСКА на драфте КХЛ.
За три сезона в «Валь-д’Ор Форёрз» дважды привлекался в молодёжную сборную России. 23 декабря 2011 года вошёл в состав для участия на молодёжном чемпионате мира 2012 года в Калгари, где стал серебряным призёром, так же в 2013 году на молодёжном чемпионате мира в Уфе стал бронзовым призёром. За три сезона в юниорской лиге Квебека подписал контракт новичка с клубом НХЛ «Тампа-Бэй Лайтнинг», играл за фарм-клуб «Сиракьюз Кранч» из АХЛ, а также за команду «Флорида Эверблейдз» из ECHL.
В 2015 году подписал контракт с ЦСКА. Двукратный обладатель Кубка Континента им. В. В. Тихонова сезона 2015/16 и 2016/17, двукратный серебряный призёр чемпионата России (2015/16, 2017/18).
В 2018 году в результате обмена перешёл в уфимский «Салават Юлаев». Бронзовый призёр чемпионата России в сезоне 2018/2019.
В результате обмена вернулся в ЦСКА, стал серебряным призёром чемпионата России сезона 2020/2021 и обладателем «Кубка Континента им. В. В. Тихонова». В сезонах 2021/22 и 2022/23 стал обладателем Кубка Гагарина и чемпионом России.
19 мая 2023 года перешёл в СКА, подписав контракт на 3 сезона, но по окончании сезона 2023/24 покинул клуб. 21 мая 2024 года подписал трехлетний односторонний контракт с клубом «Динамо».